# Diplosoma viscosum
Diplosoma viscosum is een zakpijpensoort uit de familie van de Didemnidae. De wetenschappelijke naam van de soort is voor het eerst geldig gepubliceerd in 1816 door Savigny.